# ماسانوري تشيبا
ماسانوري تشيبا (باليابانية: 千葉 正紀) (مواليد 2 يوليو 1974)، هو لاعب كرة قدم سابق كان يلعب كحارس مرمى.